# Magnuviator
Magnuviator es un género extinto de lagarto iguanomorfo, que vivió a fines del Cretácico, en lo que hoy es Montana, Estados Unidos. Solo contiene a una especie, M. ovimonsensis, descrita en 2017 por DeMar et al. a partir de dos especímenes que fueron descubiertos en el sitio fósil de Egg Mountain. Magnuviator está relacionado de cerca con los géneros asiáticos Saichangurvel y Temujinia, los cuales forman el grupo Temujiniidae. Sin embargo, a diferencia de otros miembros de Iguanomorpha, Magnuviator tiene una distintiva muesca de articulación en su tibia para los huesos del tobillo (el astrágalo y el calcáneo), lo cual ha sido considerado tradicionalmente como una característica de los lagartos no iguanomorfos. La morfología de sus dientes sugieren que su dieta pudo haber consistido principalmente de avispas, como los iguanios frinosomátidos modernos Callisaurus y Urosaurus, aunque también muestra adaptaciones para la dieta herbívora.

## Descubrimiento y denominación
Ambos especímenes de Magnuviator provienen de la localidad de Egg Mountain en la Formación Dos Medicinas, la cual representa un sitio de anidación. Esta localidad se ubica en el Condado de Teton (Montana), y habría estado situada en 48° N durante la época del Campaniense del período Cretácico; más específicamente, este ha sido datado en 75.5 ± 0.4 millones de años. Los dos especímenes son MOR 6627, el holotipo, y MOR 7042, siendo ambos esqueletos casi completos alojados en el Museo de las Rocosas. Estos fueron recolectados por el dr. David Varricchio, quien fue coautor del estudio que describió este género que fue publicado en 2017.
El nombre del género Magnuviator combina las palabras en latín magnus ("grande") y viator ("viajero"), en referencia a su gran tamaño y cercanas afinidades con la familia asiática Temujiniidae. Por su parte, el nombre de la especie, ovimonsensis deriva del latín ovi ("huevo"), mons ("montaña"), y ensis ("[proveniente] de"), en referencia directa a la localidad de Egg Mountain ("Montaña del Huevo", en inglés).

## Descripción
Magnuviator era grande para ser un iguanomorfo, midiendo 21.6 centímetros de longitud sin la cola. Los dos especímenes conocidos son adultos, al juzgar por la extensa fusión de los huesos de la pelvis (el ilion, isquion y pubis) en el acetábulo.

### Cráneo
En el cráneo, las mitades del hueso frontal está fusionadas completamente en un solo elemento, o ácigo, sin suturas visibles. Visto desde arriba, tiene forma de reloj de arena, con el punto más estrecho justo sobre la órbita circular, y con la superficie algo rugosa. Este hace contacto con el hueso prefrontal en el extremo frontal; el contacto es curvo, de modo que el prefrontal se pliega alrededor del frente del frontal. El propio prefrontal lleva una protrusión de hueso. En la parte posterior, el frontal contacta con el hueso parietal; allí, hay una sutura muy amplia y fácilmente identificable que es levemente cóncava en relación con el frente del cráneo, y la abertura del ojo pineal se localiza en el medio de esta sutura. Las mitades posteriores de los lados del frontal tienen crestas redondeadas.
El hueso postorbital tiene tres ramos, siendo los bordes frontal e interior del hueso cóncavos al ser vistos desde arriba, mientras que el borde exterior es más recto. En el postorbital, el borde interior lleva una proyección alrededor de su punto medio, y forma el margen frontal de la fenestra supratemporal. En la zona inferior, el hueso postorbital se estrecha en un punto redondeado, y se articula con el proceso postorbital del hueso yugal que se vuelve hacia atrás y está superpuesto; en la parte posterior también se estrecha, y tiene un surco estrecho que se hubiera articulado con el escamosal. La distancia entre estas dos articulaciones es muy corta, lo que sugiere que la mayor parte de zona inferior del postorbital hubiera estado oculta en vida. El propio escamosal posee un ramo que se estrecha hacia la parte superior del cráneo.
Aunque está mal preservado, el hueso postfrontal en forma de media luna pudo haberse extendido desde un proceso del postorbital hasta el nivel de la sutura entre el frontal y el parietal, superponiéndose al postorbital al ser visto desde arriba. El extremo que se contactaba con el postorbital parece haberse dividido en dos. En el zona inferior del paladar, el hueso palatino tiene un rasgo único (sinapomorfia) al tener una abertura cerca del extremo frontal que se extiende hacia adelante en el cráneo hasta conectarse con el canal infraorbital.

### Mandíbula y postcráneo
La mandíbula de Magnuviator es larga y delgada, y el canal de Meckel es abierto. En la mandíbula, hay entre 22 a 24 dientes columnares densamente agrupados. Estos son pleurodontes, lo que significa que se extienden hacia afuera a partir de la cara interior del dentario, son ade altura aproximadamente igual y no tienen facetas de desgaste en forma de V. En el frente de la mandíbula, los dientes tienen una única cúspide (monocúspides); más atrás, los dientes ganan una cúspide adicional en su parte posterior (bicúspides), y luego una en el frente (tricúspides). El  hueso esplenial solo alcanza hacia adelante cerca de 2/3 de la longitud de la fila dental. En el esplenial, el foramen anterior-inferior alveolar se localiza parcialmente en el dentario, y se localiza detrás y por encima del foramen anterior milohioides, lo cual es un rasgo único. Entretanto, el hueso angular tiene un proceso en frente de la articulación mandibular.
En las vértebras, los procesos de la zigosfera están separados, y se localizan en una estructura conocida como pedículo del arco vertebral. En la cintura escapular, la clavícula está expandida y tiene una muesca en su borde interior, mientras que la interclavícula tiene una expansión en su extremo frontal. El escapulocoracoides tiene una fenestra primaria del coracoides, pero aparentemente no tiene una segunda fenestra. No es claro si tuvo o no una fenestra escapular. En el pubis, la sínfisis era muy delgada. A diferencia de todos los demás iguanomorfos, la tibia tiene una muesca especial para la articulación con el astrágalo y el calcáneo.

## Clasificación
En 2017, se determinó que Magnuviator era un iguanomorfo, relacionado con los Temujiniidae (que incluyen a Saichangurvel y Temujinia). Tres características permiten reconocer a Magnuviator como miembro de Iguanomorpha: el ojo pineal localizado en la sutura de los huesos frontal y parietal; la prominencia en el hueso prefrontal; y el proceso angular en frente de la articulación de la mandíbula. Como en los Temujiniidae, el foramen anterior alveolar inferior esplenial está repartido entre el esplenial y el dentario en Magnuviator, y también tiene una sínfisis púbica delgada.
Sin embargo, a diferencia de los Temujiniidae pero como en muchos otros iguanomorfos, Magnuviator también tiene un proceso del escamosal dirigido hacia arriba. También difiere de los Pleurodonta por tener el canal de Meckel abierto; y de los Chamaeleontiformes, que incluyen a los Acrodonta, en su carencia de dientes grandes en forma de colmillo, la carencia de facetas de desgaste en forma de V en los dientes, y por poseer más dientes en general. La presencia de una muesca para el astrágalo y calcáneo solo es observada en los lagartos no iguanios.
El siguiente árbol filogenético ilustra la posición de Magnuviator entre los iguaniomorfos.
|  | \| \| Acrodonta \| \| \| \| \| \| Priscagamidae \| \| \| \| |
|  |                                                             |
|  | Ctenomastix parva                                           |
|  |                                                             |
|  | Acrodonta                                                   |
|  |                                                             |
|  | Priscagamidae                                               |
|  |                                                             |

|  | Acrodonta     |
|  |               |
|  | Priscagamidae |
|  |               |

|              | Magnuviator ovimonsensis                                                       |
|              |                                                                                |
| Temujiniidae | \| \| Saichangurvel davidsoni \| \| \| \| \| \| Temujinia ellisoni \| \| \| \| |
|              | \| \| Saichangurvel davidsoni \| \| \| \| \| \| Temujinia ellisoni \| \| \| \| |
|              | Saichangurvel davidsoni                                                        |
|              |                                                                                |
|              | Temujinia ellisoni                                                             |
|              |                                                                                |

|  | Saichangurvel davidsoni |
|  |                         |
|  | Temujinia ellisoni      |
|  |                         |

|  | \| \| Isodontosaurus gracilis \| \| \| \| \| \| Polrussia mongoliensis \| \| \| \| |
|  |                                                                                    |
|  | Zapsosaurus sceliphros                                                             |
|  |                                                                                    |
|  | Isodontosaurus gracilis                                                            |
|  |                                                                                    |
|  | Polrussia mongoliensis                                                             |
|  |                                                                                    |

|  | Isodontosaurus gracilis |
|  |                         |
|  | Polrussia mongoliensis  |
|  |                         |

|  | \| \| Isodontosaurus gracilis \| \| \| \| \| \| Polrussia mongoliensis \| \| \| \| |
|  |                                                                                    |
|  | Zapsosaurus sceliphros                                                             |
|  |                                                                                    |
|  | Isodontosaurus gracilis                                                            |
|  |                                                                                    |
|  | Polrussia mongoliensis                                                             |
|  |                                                                                    |

|  | Isodontosaurus gracilis |
|  |                         |
|  | Polrussia mongoliensis  |
|  |                         |

|  | \| \| Acrodonta \| \| \| \| \| \| Priscagamidae \| \| \| \| |
|  |                                                             |
|  | Ctenomastix parva                                           |
|  |                                                             |
|  | Acrodonta                                                   |
|  |                                                             |
|  | Priscagamidae                                               |
|  |                                                             |

|  | Acrodonta     |
|  |               |
|  | Priscagamidae |
|  |               |

|              | Magnuviator ovimonsensis                                                       |
|              |                                                                                |
| Temujiniidae | \| \| Saichangurvel davidsoni \| \| \| \| \| \| Temujinia ellisoni \| \| \| \| |
|              | \| \| Saichangurvel davidsoni \| \| \| \| \| \| Temujinia ellisoni \| \| \| \| |
|              | Saichangurvel davidsoni                                                        |
|              |                                                                                |
|              | Temujinia ellisoni                                                             |
|              |                                                                                |

|  | Saichangurvel davidsoni |
|  |                         |
|  | Temujinia ellisoni      |
|  |                         |

|  | \| \| Isodontosaurus gracilis \| \| \| \| \| \| Polrussia mongoliensis \| \| \| \| |
|  |                                                                                    |
|  | Zapsosaurus sceliphros                                                             |
|  |                                                                                    |
|  | Isodontosaurus gracilis                                                            |
|  |                                                                                    |
|  | Polrussia mongoliensis                                                             |
|  |                                                                                    |

|  | Isodontosaurus gracilis |
|  |                         |
|  | Polrussia mongoliensis  |
|  |                         |

|  | \| \| Isodontosaurus gracilis \| \| \| \| \| \| Polrussia mongoliensis \| \| \| \| |
|  |                                                                                    |
|  | Zapsosaurus sceliphros                                                             |
|  |                                                                                    |
|  | Isodontosaurus gracilis                                                            |
|  |                                                                                    |
|  | Polrussia mongoliensis                                                             |
|  |                                                                                    |

|  | Isodontosaurus gracilis |
|  |                         |
|  | Polrussia mongoliensis  |
|  |                         |

Siendo el más antiguo iguanomorfo norteamericano conocido, Magnuviator ayuda a completar el cuadro del surgimiento de los Pleurodonta, un clado solo conocido del Eoceno en adelante debido a la escasez de restos fósiles en las zonas del sur de América del Norte. Las filogenias moleculares han predicho que Pleurodonta ose originó durante el Cretácico Superior. La ubicación, contexto temporal y situación filogenética de Magnuviator indican que tanto el propio Magnuviator como los Pleurodonta son parte de una radiación evolutiva de bajas latitudes de iguanomorfos a través del continente de Laurasia en respuesta a los climas tropicales cálidos. Esta radiación puede incluso haber ocurrido antes, posiblemente durante el Cretácico Inferior.

## Paleobiología

### Dieta
Tanto los iguanios insectívoros como herbívoros tiene dientes con múltiples cúspides, pero las formas herbívoras tienden a tener dientes más anchos, aplanados y en forma de hoja. Magnuviator tenía una mezcla de diferentes morfologías dentales, desde los dienets adaptados a la dieta herbívora descritos antes a los dientes romos parecidos a tachuelas como los del insectívoro Phrynosoma (lagarto cornudo). En general, los dientes delgados y cilíndricos de Magnuviator recuerdan mucho a los de los frinosomátidos Callisaurus (lagartija cola de cebra) y a Urosaurus (lagartija árbol), de cuyas especies algunas se alimentan principalmente de abejas y avispas. Ya que se han hallado capullos de pupas de himenópteros, probablemente atribuibles a avispas, en la localidad de Egg Mountain, es plausible que Magnuviator se hubiera alimentado de esas avispas. Sin embargo, también pudo haber sido energéticamente capaz de digerir plantas, gracias a su gran tamaño.

## Paleoecología
La localidad de Egg Mountain, en la cual habitó Magnuviator, representa una planicie de inundación alta con clima estacionalmente semiárido. Los fósiles conocidos de esa localidad representan exclusivamente a animales terrestres; entre los dinosaurios hallados en Egg Mountain se incluye al ornitópodo Orodromeus makelai y especímenes pequeños del paraviano Troodon sp., y los mamíferos Alphadon halleyi y Cimexomys judithae también han parecido en esta localidad. Hay además varios lagartos varanoides sin nombrar, así como varios fósiles no corporales, incluyendo a los capullos de pupas de avispa, nidos y coprolitos de dinosaurios. En general, el ambiente de la localidad de Egg Mountain se asemeja mucho más al de la Formación Djadochta de Mongolia (de la cual se conocen  los temujínidos y otros iguanomorfos basales), que al de otros sitios de Norteamérica con presencia de escamosos no iguanomorfos (mayormente preservados en sistemas de ríos de agua dulce en tierras bajas).